# Reggie Mixes In
Reggie Mixes In è un film muto del 1916 diretto da Christy Cabanne con la supervisione di D.W. Griffith.

## Trama
Il ricco Reggie Van Deuzen, finito il college, ritorna nella sua vecchia casa dove incontra Agnes, una ragazza semplice e innocente che ha appena trovato lavoro come ballerina in un locale. Reggie, vestito in maniera informale, viene preso per un appartenente alla classe operaia. Per proteggere Agnes, il giovanotto si fa assumere dal padrone del locale, Gallagher, come buttafuori. Uno dei tanti che ha delle mire sulla ragazza, è Tony, il capo della malavita locale che cerca di far fuori Reggie. Non riuscendogli il tentativo, lo affronta a viso aperto, ponendo come premio la stessa Agnes. Ma perde.
Reggie, ora, deve affrontare un ultimo cimento: superare lo scoglio della differenza di classe tra lui e Agnes. Così escogita un piano per portarla ad appartenere a una classe superiore. Solo dopo le confida la sua posizione sociale, chiedendole di sposarlo.

## Produzione
Il film fu prodotto dalla Fine Arts Film Company.

## Distribuzione
Distribuito dalla Triangle Distributing, uscì nelle sale cinematografiche statunitensi l'11 giugno 1916 dopo essere stato presentato in prima il 28 maggio 1916. Nel Regno Unito, il film prese il titolo di Mysteries of New York.